# Palagonite

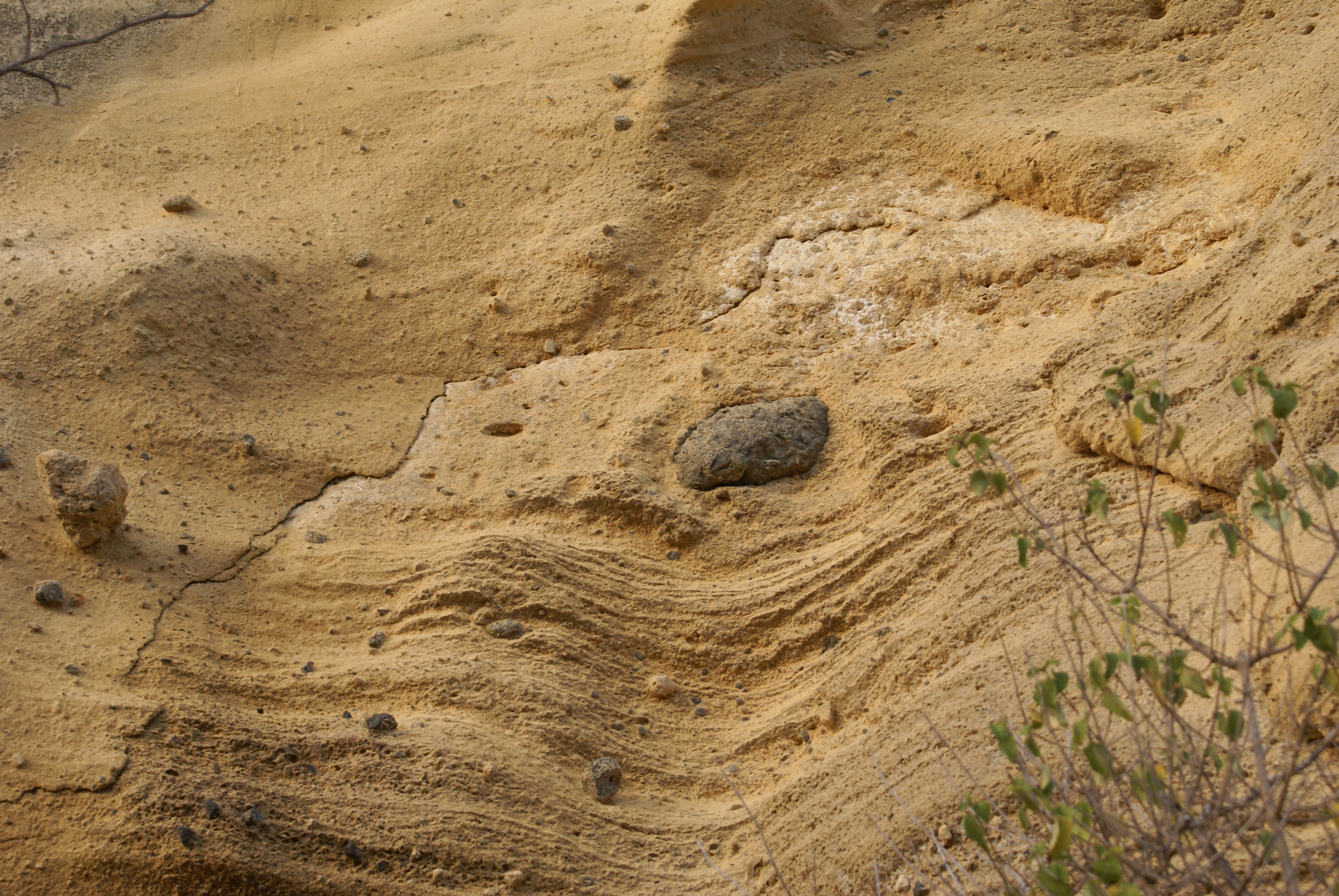
Depositi di palagonite presso la spiaggia di Moya, Mayotte

La palagonite, termine coniato dal barone Wolfgang Sartorius von Waltershausen, è una roccia derivante dall'idratazione del sideromelano, ialoclastite.
Il sideromelano non è altro che un vetro di composizione basaltica che si origina in eruzioni subacquee, sub-glaciali, quindi a contatto con acqua. L'interazione magma-acqua genera delle ialoclastiti (depositi di lava frantumata in seguito al contatto con l'acqua e conseguente immediato raffreddamento e frantumazione).
Waltershausen ne ha coniato il termine nel 1845, per descrivere la massa di fondo scura dei tufi presenti nell'aria di Palagonia (CT) (Val di Noto Sicilia).